# Jani Allan
Jani Allan (11 tháng 9 năm 1952 – 25 tháng 7 năm 2023) là một nhà báo, chuyên mục, nhà văn và phát thanh viên người Nam Phi. Cô là một trong những người viết chuyên mục nổi tiếng và được đọc nhiều nhất của đất nước.
Năm 1980 Allan trở thành người viết chuyên mục cho tờ báo trung tâm, Thời báo Chủ nhật, tờ tuần báo lưu hành lớn nhất của đất nước. Cô là chuyên mục được đọc nhiều nhất của tờ báo trong thập kỷ tới, xuất bản các chuyên mục như Just Jani, Jani Allan's Week và Face to Face. Ở đỉnh cao của sự nổi tiếng, tờ báo của cô đã thực hiện một cuộc thăm dò của Gallup vào năm 1987 để tìm ra "người được ngưỡng mộ nhất ở Nam Phi", cô đã đứng đầu tiên. Vào năm 2015, Marianne Thamm của Daily Maverick đã mô tả Allan là "nhà văn và người viết chuyên mục có ảnh hưởng nhất trong cả nước".
Sau đó, cô trở thành chủ đề được báo chí quan tâm về bản chất của mối quan hệ của cô với một chủ đề phỏng vấn, Eugène Terre'Blanche. Allan mạnh mẽ phủ nhận các cáo buộc ngoại tình và ra lệnh cấm Terre'Blanche. Allan bị buộc rời khỏi Nam Phi khi căn hộ của cô bị ném bom cực hữu vào năm 1989. Allan đã đệ trình một vụ kiện phỉ báng không thành công và được công bố rộng rãi ở Luân Đôn chống lại Kênh 4 của đài truyền hình vào năm 1992 về các cáo buộc ngoại tình.
Allan trở về Nam Phi vào năm 1996, xuất bản một chuyên mục web được tài trợ và giới thiệu một chương trình radio trên Cape Talk. Sau một thời gian nghỉ dài, cô trở lại khung truyền thông Nam Phi vào năm 2013, tái tạo bản thân với tư cách là một người bảo vệ nhà hàng và người bảo vệ quyền động vật. Allan tiếp tục viết những ý kiến tự do cho các ấn phẩm Nam Phi. Vào năm 2014, cô đã gây chú ý trên khắp thế giới sau khi xuất bản một bức thư ngỏ gửi cho kẻ giết người Oscar Pistorius. Jacana Media đã xuất bản hồi ký của Allan, Bí mật Jani vào ngày 16 tháng 3 năm 2015. Allan đã sống ở Hoa Kỳ từ năm 2001, nơi cô là Thường trú nhân.

## Sách tham khảo
- Face Value (Longstreet, 1983) ISBN 0-620-07013-7
- Jani Confidential (Jacana, 2015) ISBN 9781431420216